# SEB Tartu Grand Prix 2011
Il SEB Tartu Grand Prix 2011, undicesima edizione della corsa, valida come evento dell'UCI Europe Tour 2011 categoria 1.1, si svolse il 28 maggio 2011 per un percorso totale di 187 km. Fu vinto dal francese Jean-Eudes Demaret, che terminò la gara in 4h23'03" alla media di 42,5 km/h.
Al traguardo 64 ciclisti portarono a termine il percorso.

## Ordine d'arrivo (Top 10)
| Pos. | Corridore          | Squadra        | Tempo    |
| ---- | ------------------ | -------------- | -------- |
| 1    | Jean-Eudes Demaret | Cofidis        | 4h23'03" |
| 2    | Rene Mandri        | Endura Racing  | s.t.     |
| 3    | Jonas Ljungblad    | Differdange    | s.t.     |
| 4    | Lars Andersson     | Svezia         | s.t.     |
| 5    | Rein Taaramäe      | Cofidis        | s.t.     |
| 6    | Michael Reihs      | Christina Wat. | a 44"    |
| 7    | Jonas Bjelkmark    | Cykelcity      | a 3'26"  |
| 8    | Gediminas Kaupas   | Differdange    | s.t.     |
| 9    | Gert Jõeäär        | CC Villeneuve  | a 3'29"  |
| 10   | Angelo Furlan      | Christina Wat. | s.t.     |